# Coleophora graeca
Coleophora graeca é uma espécie de mariposa do gênero Coleophora pertencente à família Coleophoridae.